# Gartenstadt Falkenberg

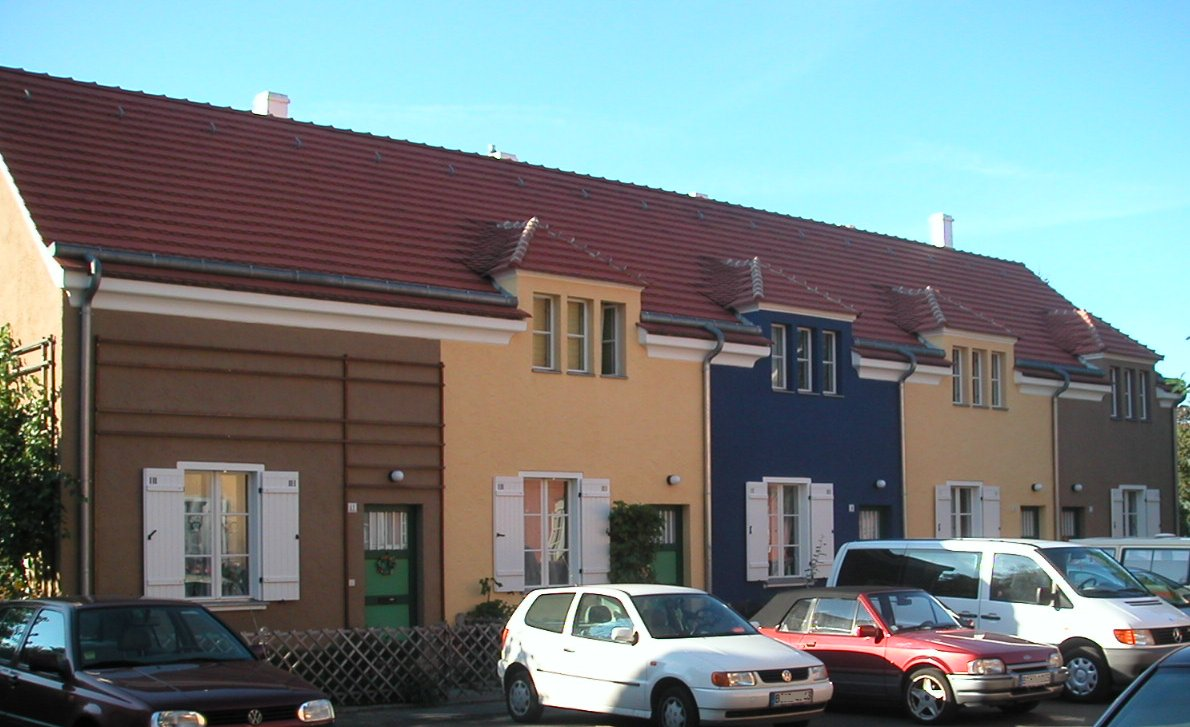
Edifici della Gartenstadt

La Gartenstadt Falkenberg (città giardino di Falkenberg) si trova a Berlino, nel quartiere (Ortsteil) di Bohnsdorf appartenente al distretto (Bezirk) di Treptow-Köpenick.

## Storia
Fu realizzata nel 1913-15 su progetto degli architetti Bruno Taut e Heinrich Tessenow. La realizzazione del progetto, che si estendeva su un'area molto più vasta, fu interrotta dallo scoppio della prima guerra mondiale, e mai più ripresa.
La Gartenstadt, assieme ad altri 5 complessi residenziali di Berlino, dal 7 luglio 2008 è stata inserita nella lista del Patrimonio dell'umanità dell'UNESCO. Nel linguaggio popolare, è soprannominata Tuschkastensiedlung ("quartiere tavolozza") per i colori vivaci delle facciate.

### Testi di apprrofondimento
- (DE) Bauwelt, n. 21, 1913,  pp. 23 ss.
- (DE) Die Gartenstadt Falkenberg bei Berlin, in Die Gartenstadt, n. 5, 1913,  pp. 80 ss.
- (DE) Bruno Taut, Die Gartenstadtkrone, in Falkenberg 1913–1923. Denkschrift zum zehnjährigen Bestehen der Gartenstadtsiedlung Falkenberg-Grünau, Berlino, 1923.
- (DE)  AA.VV., Berliner Wohnquartiere. Ein Führer durch 70 Siedlungen, Reimer Verlag, Berlino 2003, pp. 106–109.